# Boujailles
Boujailles ist eine französische Gemeinde mit 459 Einwohnern (Stand: 1. Januar 2022) im Département Doubs in der Region Bourgogne-Franche-Comté.

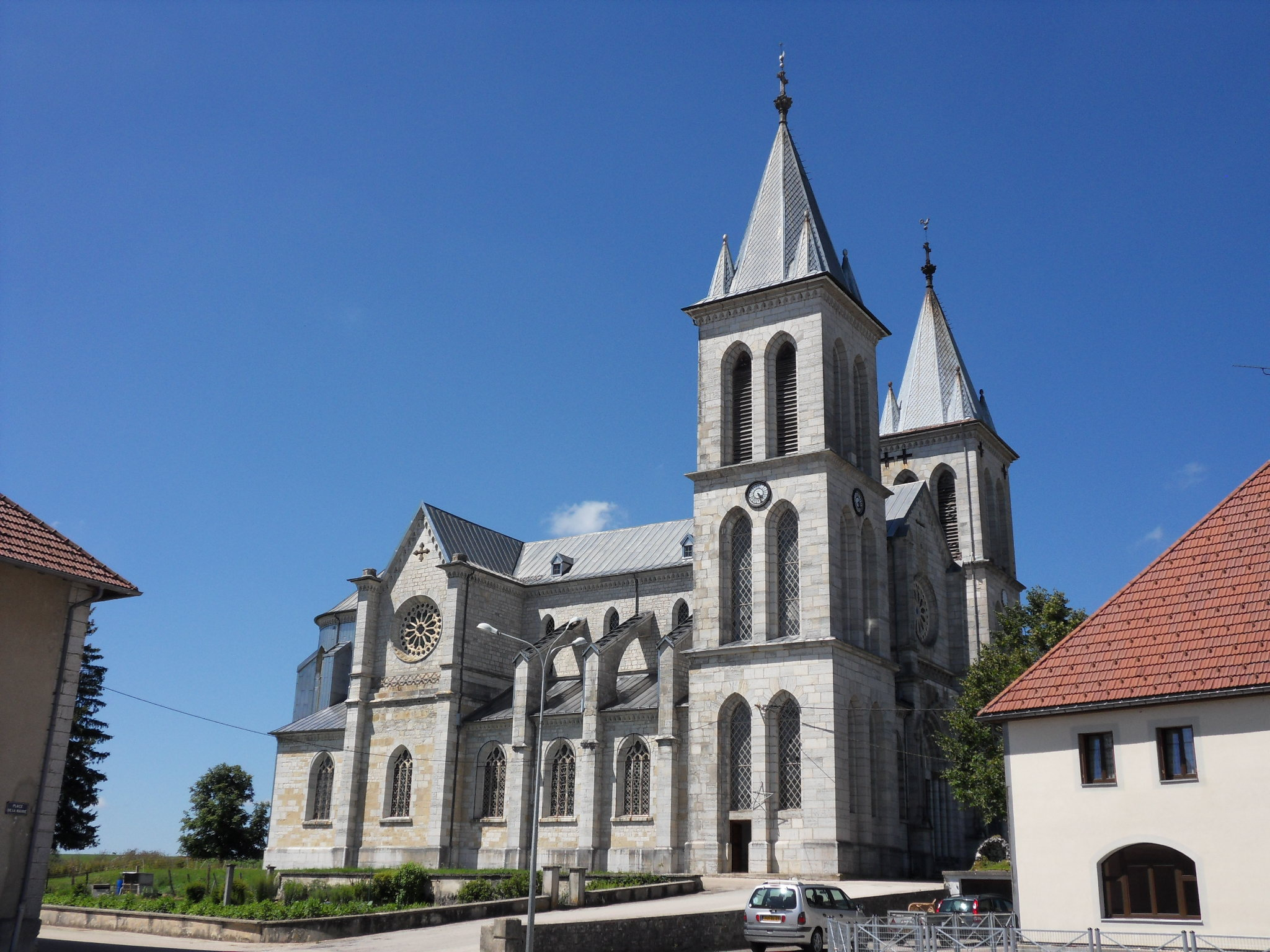
Kirche Saint-Maurice

## Geographie
Boujailles liegt auf 810 m über dem Meeresspiegel, etwa 21 Kilometer westlich der Stadt Pontarlier (Luftlinie). Das ehemalige Straßenzeilendorf erstreckt sich im Jura, am westlichen Rand des weiten Hochplateaus von Arlier (Pontarlier-Frasne). 
Die Fläche des 28,22 km² großen Gemeindegebiets umfasst einen Abschnitt des französischen Juras. Das ganze Gebiet wird vom Hochplateau von Arlier eingenommen, das durchschnittlich auf 820 m liegt. Es ist überwiegend von Wiesland bedeckt, zeigt aber vor allem in den Randbereichen auch einige Waldflächen. Zwei kleine Bäche entspringen bei Boujailles, fließen schon nach kurzer Zeit in einer moorigen Senke zusammen und verschwinden in einem Schluckloch. Ansonsten besitzt die Hochebene keine oberirdischen Fließgewässer, weil das Niederschlagswasser im verkarsteten Untergrund versickert. Begrenzt wird das Areal im Nordwesten durch die langgestreckte Geländerippen des Forêt du Scay (bis 890 m) und des Forêt du Maublin (mit 902 m die höchste Erhebung von Boujailles), welche zu tiefer gelegenen Plateaus überleiten. Im Osten reicht das Gemeindeareal auf die Waldkuppe des Bois des Auges (865 m). Nach Süden erstreckt sich der Gemeindeboden in die Waldung des Bois de Lézinnes, die zur großen Waldfläche der Forêt de la Joux gehört.
Nachbargemeinden von Boujailles sind Villers-sous-Chalamont und Levier im Norden, Chapelle-d’Huin, Dompierre-les-Tilleuls und Frasne im Osten, Courvières,  Cuvier und Esserval-Tartre im Süden sowie Supt und Lemuy im Westen.

## Geschichte
Das Gemeindegebiet von Boujailles war vermutlich bereits während der Römerzeit besiedelt. Es lag an der Handelsstraße, die von Pontarlier nach Salins führte, und von der am Übergang in das Waldgebiet des Forêt du Scay noch heute einzelne Spuren sichtbar sind. Seit 2003 ist Boujailles Mitglied des 10 Ortschaften umfassenden Gemeindeverbandes Communauté de communes du Plateau de Frasne et du Val du Drugeon.

## Sehenswürdigkeiten
Ein herausragendes Bauwerk von Boujailles stellt die doppeltürmige Pfarrkirche Saint-Maurice dar, die von 1845 bis 1849 im Stil der Neugotik in Anlehnung mittelalterliche Kirchenbauten errichtet wurde. Die Feldkapelle Notre-Dame des Champs wurde 1707 erbaut.
Boujailles liegt direkt an der alten Salzstraße, die von der französischen Küste am Mittelmeer über die Schweiz und Österreich nach Italien führte. Noch heute sind dort Teile der Straße und Ruinen von Wachtürmen im Kalkstein zu sehen.

## Bevölkerung
| Jahr                       | 1962 | 1968 | 1975 | 1982 | 1990 | 1999 | 2006 | 2017 |
| Einwohner                  | 473  | 431  | 368  | 413  | 354  | 371  | 415  | 428  |
| Quellen: Cassini und INSEE |      |      |      |      |      |      |      |      |

Mit 459 Einwohnern (1. Januar 2022) gehört Boujailles zu den kleinen Gemeinden des Département Doubs. Nachdem die Einwohnerzahl in der ersten Hälfte des 20. Jahrhunderts markant abgenommen hatte (1881 wurden noch 795 Personen gezählt), wurden seit Beginn der 1970er Jahre nur noch relativ geringe Schwankungen verzeichnet.

## Wirtschaft und Infrastruktur
Boujailles war bis weit ins 20. Jahrhundert hinein ein vorwiegend durch die Landwirtschaft, insbesondere Milchwirtschaft und Viehzucht, sowie durch die Forstwirtschaft geprägtes Dorf. Daneben gibt es heute einige Betriebe des lokalen Kleingewerbes, unter anderem eine Sägerei. Mittlerweile hat sich das Dorf auch zu einer Wohngemeinde gewandelt. Viele Erwerbstätige sind Wegpendler, die in den größeren Ortschaften der Umgebung ihrer Arbeit nachgehen.
Die Ortschaft liegt abseits der größeren Durchgangsstraßen an einer Departementsstraße, die von Levier nach Censeau führt. Weitere Straßenverbindungen bestehen mit Villers-sous-Chalamont, Frasne und Chapelle-d’Huin.